# Aleksandr Makarov (1996)
Aleksandr Yuryevich Makarov (Ierchov, 24 de abril de 1996) é um futebolista profissional russo que atua como meia.

## Carreira

### CSKA Moscou
Aleksandr Makarov se profissionalizou no PFC CSKA Moscovo, em 2013.

## Títulos
CSKA Moscou
- Supercopa da Rússia: 2018[1]